# المحلة (بني الفخر)

تعديل مصدري - تعديل

المحلة محلة تابعة لقرية العر، التابعة لعزلة بني الفخر بمديرية حزم العدين إحدى مديريات محافظة إب في الجمهورية اليمنية، بلغ تعداد سكانها 52 حسب تعداد اليمن لعام 2004.